# 가시나무새
《가시나무새》(영어: The Thorn Birds)는 오스트레일리아의 작가 콜린 매컬로의 소설이다. 로마 가톨릭 신부인 랠프 드 브리카사르트와 매기 클레어리의 평생에 걸친 사랑과 고뇌를 소재로 했다.

## 줄거리

### 매기와 랠프의 첫 만남
다른 사람의 일자리를 가로챌 정도로 심각한 불경기속에서 일용직 노동자 패디는 대장장이 아들 프랭크와 함께 가족부양을 위해 열심히 일하지만, 도저히 가난에서 벗어나지 못한다. 이때 오스트레일리아에서 기쁜 소식이 전해진다. 패디의 누님이자 드로게다 농장주인 매리 카슨이 동생을 농장관리자로 고용한 것이다. 몸이 약한 아내와 9명의 아이들을 이끌고 힘들게 온 패디를 길리역에서 마중나온 사람은 미남 로마 가톨릭 사제 랠프 드 브리카 사르트 신부(Father Ralph de Bricassart)였다. 랠프 신부는 패디 가족을 사제관(성공회나 로마 가톨릭 교회 사제가 사는 집을 말함.)에서 하룻밤 머물게 한뒤, 드로게다 농장에 데려다준다. 드로게다 농장에서 패디와 아들들은 박봉을 받으면서도 성실하게 일한다.

### 매기의 성장
굴이며, 위스키며 하는 맛있는 음식을 먹으려고 멀리서 참여할 만큼 성대한 매리 카슨의 70세 생일 축하잔치 다음날, 그녀는 시체로 발견되고, 랠프 신부는 부랴부랴 장례미사를 집전한다. 물론 치밀한 성격의 매리가 "전 재산(무려 1천 3백만 파운드에 달한다.)은 로마 가톨릭교회에 기부하며, 동생 패디는 드로게다 농장 관리인으로 임명하는 형식으로 농장을 물려준다.랠프 신부는 1년에 1천 파운드의 돈을 받으며, 어떻게 사용할 것인지는 본인이 결정한다. 가정부들도 정해진 금액의 월급을 받으며, 퇴직후에는 연금이 지급된다."라는 내용의 유언장을 미리 작성하였고, 패디가 가족들의 동의를 받아 전재산 상속을 거절할 정도로 돈 욕심이 없었기 때문에 재산상속문제로 분쟁을 겪지는 않았다.
랠프 신부는 로마가톨릭교회 소유인 드로게다 농장을 정직하게 관리해달라는 부탁과 함께, 5만 호주파운드의 생활비를 입금한다. 뿐만 아니라 돈을 패디 가족의 은행계좌에 입금하여 생활에 지장이 없도록 배려한다. 착하고 성실한 패디는 랠프 신부의 부탁대로 친구 핸리 거우 변호사의 법률사무실과 샘에 능숙한 아내 휘이의 도움을 받으며 농장을 잘 관리한다. 아이들도 공부를 마치고, 집에 돌아와 농장일을 열심히 돕는다. 하지만 이러한 행복은 오래 가지 않아서,패디와 아들 스튜어트가 화재와 멧돼지에게 받혀죽는 일이 벌어지고, 연락받은 랠프 신부는 오스트레일리아를 방문하여 남은 가족들을 돌본다. 그리고 랠프와 매기의 사랑을 상징하는 장미꽃을 매기에게 선물받는데, 랠프는 장미꽃을 미사통상문에 이를 보관한다.

### 매기의 결혼
20대의 멋진 아가씨로 자란 매기는 랠프를 이성으로 사랑하게 되는데, 로마 가톨릭 신부인 랠프로서는 그녀의 사랑을 받아들일 수 없었다. 더구나 교황에 의해, 로마 가톨릭 주교로 임명됨과 동시에 교황청에서 외교관으로 일하게 된 랠프는 로마 가톨릭과 그리스 정교회간의 교류를 성사시키기 위해 그리스를 방문하는 등 외교관으로 활약한다. 자신은 안중에도 없는 랠프에게 절망한 매기는 자신의 돈을 노린 남자 루크 오닐(Luke O'Neill)과 결혼한다. 하지만 사랑없이 결혼한 이들의 관계는 삐걱거린다. 로마 가톨릭 신자인 매기는 성당에서 결혼하고 싶어했지만, 로마 가톨릭 신부앞에서 결혼하느니 성공회 신부나 치안판사앞에서 결혼하겠다고 할 정도로 로마 가톨릭을 매우 싫어하는 루크가 이를 거부해서 주교관에서 결혼했다. 게다가 처가살이는 하지 않겠다며 사탕수수 농장에서 사탕수수를 추수하는 노동자로 일하는 남편의 강요때문에, 가사노동자로 취직한 하멜호흐 농장은 친정 드로게다와는 달리, 습도가 높은 곳이라 몸도 안 좋아진다. 이를 본 고용주 루디 뮐러와 그의 아내 앤은 매기가 딸 저스틴을 난산으로 겨우 낳자, 매기의 오라버니와 랠프 대주교가 보낸 큰 금액의 돈으로 관광지인 마니루크 섬에서 7주간 쉬게 한다.(1937년) 이때 섬으로 랠프가 찾아온다. 이탈리아에 가기 전 매기를 보러 랠프 대주교가 하멜호흐 농장에 찾아왔는데, 랠프와 매기의 관계를 아는 앤이 매기의 소재지를 알려준 것이다. 랠프는 어린 아이인 줄만 알았던 매기가 성숙한 여인이 되었음을 깨닫고, 자신도 모르게 그녀와 동침하는데, 이때 랠프는 행복하면서도,불행하다고 매기에게 말한다. 매기는 랠프의 아들 데인을 임신한다. 드로게다 목장에 돌아온 후 이를 직감한 매기는 "하느님에게서 랠프의 분신을 도둑질했다"면서 기뻐한다. 한편 로마에 돌아온 랠프는 자신을 반갑게 맞아주는 선배 성직자 베르케세 추기경에게 성직자로서의 의무를 버렸다고 고백한다.

### 드로게다로 돌아온 매기
가정에 무관심한 남편 루크 오닐에게 실망한 매기는 남편에게 "우리는 이제 남남이니까, 더 이상 내 계좌에 입금되는 돈을 가질 수는 없을 거예요"라며 이별을 통고한뒤, 저스틴과 드로게다에 돌아온다. 그리고 친정 어머니 휘이의 보살핌을 받으며 아들 데인(Dane O'Neill)을 출산하는데, 데인의 누나 저스틴의 나이가 정확하게 21개월일 때였다. 성격이 다른 아이들이 화목하게 지내는 모습을 감탄하며 쳐다보는 매기에게 어머니 휘이는 랠프와의 관계를 모를 줄 아느냐고 말한다. 그러자 매기도 엄마가 프랭크 오빠를 감싸주는 모습을 보면서 그가 이복오빠임을 알고 있었다고 말한다. 지체높은 귀족가문 로드리크 암스트롱 집안의 딸이었던 휘이는 유부남과 관계를 맺어 프랭크를 임신했는데, 이를 안 오빠의 강요로 농장에서 일꾼으로 일하던 패디와 사랑없는 결혼을 한 것이다. 당시 성공회 신자였던 휘이는 아일랜드 이민이자 로마 가톨릭교도인 패디와 결혼하기 위해 성공회신앙을 버림으로써 과거와의 단절을 했었지만, 로마 가톨릭 신자가 되지는 않았다. 한편 살인죄로 30년간 감옥에 있던 프랭크는 출소 후 정원사로 일한다.

### 데인의 죽음
하느님에게서 도둑질한 줄 알았던 랠프의 분신인 데인은 어른이 된 후 신학교에 진학, 아버지 랠프 추기경처럼 로마 가톨릭 신부가 된다. 매기는 속으로 섭섭해서 사제서품날에 교황청에 가지도 않는다. 남편과 사별한 후 드로게다에 와서 살던 앤은 데인이 실망할 것이라며 설득하지만, 매기는 랠프의 얼굴도 보기싫다고 말한다. 한편 "남자에게 굽신대지 않고 자기 힘으로 살겠다"는 의지에 따라 연극배우가 된 딸 저스틴은 실력으로 런던에서 연극배우로 활약한다. 동생 데인 신부의 초대로 바티칸에 온 저스틴은 데인의 친구 라이너 서독 수상과는 금방 친해진다. 라이너는 자신의 뜻대로 살아가는 저스틴에게 호감을 갖지만, 어머니 매기에게 사랑받지 못하고 자란, 그래서 정서가 어른수준으로 자라지 못한 저스틴은 라이너를 어떻게 사랑해야 하는지 알지 못했다. 그럼에도 라이너는 큐 식물원에 산책을 나온 저스틴을 환대하고, 저스틴과 같이 살 집을 마련할 정도로 저스틴이 자신에게 마음을 열 때를 꾸준히 기다린다.
한편 데인이 사제서품을 받은 후 휴가를 갔다가 그리스에서 익사사고로 숨지고, 저스틴은 자신이 동생 데인과 같이 있었으면 죽지 않았을 것이라는 슬픔과 죄의식에 빠진다. 아들이 죽었다는 소식을 들은 매기는 외교관시절부터 그리스 정교회와 친분이 있는 랠프 추기경의 도움을 받기 위해 교황청을 방문한다. 그제서야 랠프 추기경은 자신이 후배성직자이자 매기의 아들로 아끼던 데인이 자신의 아들이었음을 알게 된다.
죄책감에 몸부리치던 그는 좌파(사회주의게릴라)과 우파(왕당파)의 정치 대립이 심각한 그리스를 방문,시신을 오스트레일리아로 모셔온다. 그리고 아들이 자란 드로게다의 교회에서 최선을 다해 장례미사를 집전한다. 한편 매기는 절망감으로 연극배우생활을 그만두고 싶어하는 딸을 위해 편지를 쓰고, 덕분에 저스틴은 라이너에게 마음을 연다.
얼마후 랠프는 자신의 재산을 저스틴에게 물려준다는 그리고 매기 가족을 라이너가 돌봐주기 바란다는 유언장을 남기고 세상을 떠나고, 어머니와 랠프 추기경과의 관계를 모르는 저스틴은 의아해한다. 그리고 드로게다 시대(1915년-1969년)는 매기의 외아들인 데인의 죽음, 저스틴과 라이너의 결혼으로 완전히 막을 내린다.

## 등장인물

### 매기네 가족
- 매건 클레어리(Meghann Cleary,애칭:Meggie) - 여주인공.
- 랠프 드 브리카 사르트 신부(Father Ralph de Bricassart) - 매기의 연인.로마 가톨릭 신부. 아일랜드의 독실한 로마 가톨릭 가정에서 태어난 그는 집안의 전통에 따라 로마 가톨릭 사제가 되었으며, 외교,재무관리, 외국어 등에서 재능을 보인다.자신의 욕심을 채우기 위해서라면 수단을 가리지 않는 무서운 사람이며 그의 실체를 알아본 사람은 메리였다.그 근거로 메리는 랠프에게 남긴 글에서 "랠프 신부님.예수가 자신을 유혹한 사탄을 사랑했을까요?"라고 말하며 머리는 명민하지만 진실함이 없는 랠프를 비난한다. 메리의 짐작대로 랠프는 메기가 남긴 유언장들중에서 로마 가톨릭 교회에 재산을 기부한다는 유언장을 공개함으로써 교회에서의 위치를 굳혀버린다. 이러한 내용은 소설이 로마 가톨릭의 비난을 사게 하였다.
- 패드라익 클레어리(Padraic Cleary,애칭:Paddy) - 매기의 아버지.가정적인 모범가장으로 가족들을 위해서 헌신한다. 화재사고로 숨을 거둔다. 여장부인 누님과는 달리 순박하지만,인생의 경험이 많기 때문에 지혜롭다. 고향인 아일랜드에서 개신교와 로마 가톨릭간의 내전을 겪었던 경험덕분에 전쟁에 반대하는 평화주의자이다.실례로 큰 아들인 프랭크가 언론들의 군국주의적인 선동으로 군입대를 하겠다고 설치자,"프랭크.언론의 선동에 속지 말아라. 전쟁에 가담하는 것은 영웅적 행위가 아니라 지배계급에게 이용당하는 거다. 아빠는 전쟁이라면 지긋지긋한 아일랜드 출신이니 전쟁이 어떤 것인지 알고 있다."라며 설득한다. 물론 부당한 일에는 분노한다.
- 휘오나 암스트롱 클레어리(Fiona Armstrong Cleary,애칭:Fee) - 매기의 엄마. 딸은 엄마의 기구한 삶을 그대로 물려받는다면서 외동딸 매기를 사랑하지 않았지만,매기가 아이들의 엄마가 되자 비로소 여성으로 존중한다. 매기와 랠프와의 관계를 알고 있다.
- 프랭크 클레어리(Frank Cleary 또는 Francis Cleary):큰 아들. 뉴질랜드에서 살때 대장간에서의 노동으로 가족을 부양한 효자이다. 하지만 거칠고 반항적인 성격으로 아버지와 갈등을 겪다가 가출한다. 엄마가 임신한 것을 보는 순간 아버지를 미워하는 것을 보아,엄마에 대해 이성적 감정을 갖고 있는 것으로 보인다. 여동생인 매기에게는 좋은 오빠여서 남동생들이 매기의 인형을 못쓰게 하자,남동생들을 호되게 혼내고 훌륭한 손재주를 발휘하여 인형을 고친다. 후일담에 의하면 사람을 해치고 수감된다.
- 메리 클레어리 카슨(Mary Cleary Carson):드로게다 농장 주인.패디의 누나. 동생 패디가 소박한 성격이라면,메리는 야심에 가득찬 여장부이다. 드로게다 농장에,미카르라는 유한회사까지 갖고 있다.
- 루크 오닐(Luke O'Neill): 매기의 남편. 매기의 돈을 보고 결혼했으며, 3년간 아내와 사랑없는 결혼생활을 하다 헤어진다. 저스틴(Justine)의 아버지
- 데인 오닐(Dane O'Neill) - 매기와 랠프사이에서 태어난 아들이다. 매기의 표현대로 '랠프에게서 훔친 랠프의 분신'이다. 어른이 되자, 로마 가톨릭 사제가 된다. 그리스에서 익사 사고로 죽음.
- 저스틴 오닐(Justine O'Neill) - 루크와 매기사이에서 태어난 딸. 스스로 진로를 개척한 주체적 여성이다. 모친은 저스틴이 화가가 되어 자신과 같이 살기를 바라지만, 배우에 재능과 열정이 있는 저스틴은 호주와 영국에서 유명한 배우로 활약한다.
- 루디와 앤 뮐러 부부(Luddie and Anne Mueller) - 매기가 가정부로 일할 때 고용주였다. 로마 가톨릭 위주로 서술된 소설속에서 유일한 개신교(루터교)신자이다. 매기를 진심으로 동정하고 보살핀다.매기의 절친한 벗인 앤은 마지못해 루크가 저스틴을 보러 온 날 "당신 매기의 돈을 보고 결혼한 거지? 토지를 사서 매기와 같이 살 수 있는데도 그러지 않고 있잖아"라고 신랄하게 쏴붙여준다. 루디는 비장애인이고, 앤은 소아마비때문에 다리가 불편한 신체장애인이다. 앤은 루디가 장애인인 자신을 존중하는 마음이 좋아서 결혼했다.
- 보브,잭,휴이 클레어리(Bob, Jack, and Hughie Cleary) - 매기의 오빠들이다. 조카 저스틴과 데인의 좋은 친구들이기도 하다.
- 스튜어트(Stuart Cleary, 애칭:Stu)- 매기의 남자형제. 아버지 패디가 화재로 죽던 날, 그도 멧돼지에게 받히는 사고로 죽었다.
- 해롤드(Harold Cleary,애칭:Hal):4살때 병으로 죽은 매기의 남동생
- 제임스, 패트릭(James and PatrickCleary,애칭:Jims and Patsy):매기의 남동생들. 쌍둥이다.
- 라이너 묄링 하르타임(Rainer Moerling Harheim,애칭: Rain) - 서독의 수상. 저스틴과 연애결혼을 한다.데인의 출생비밀을 아는 인물. 매기에게는 사위이다.
- 마아타 : 저스틴의 일터 친구. 매우 아름다운 배우이다. 데인을 사랑하지만, 데인이 로마 가톨릭 성직자가 되기로 했기 때문에 뜻을 이루지는 못한다.

### 가톨릭 교회
- 비토리오 콘티니 베르케세(Vittorio Contini-Verchese):재능이 다양한 랠프를 아끼는 로마 가톨릭 추기경이다. 랠프가 매기를 사랑한다는 사실을 알고있던 베르케세 추기경은 데인 신부가 랠프 추기경의 아들임을 금방 눈치챈다. 그래서 가톨릭 공동체에서는 데인에게 "하느님도 선의의 거짓말은 이해하신다"면서 랠프와의 관계를 외삼촌으로 해두는게 좋겠다고 제안한다. 반려동물인 고양이 나타샤와 같이 살고 있는데, 저스틴도 "이름이 뭐예요?"라고 물으며 반가워할 정도로 고양이를 매우 좋아해서 비토리오 추기경과 저스틴은 금방 친구가 된다. 마음이 따뜻한 사람이라, 서술자는 저스틴이 비토리오 추기경의 반지에 입을 맞추면서 존경하는 마음을 표현할 때에, 다른 사람들에게 느낄 수 없던 비토리오 추기경의 따스한 눈빛에 마음이 편해졌다고 서술한다.
- 아가타 수녀: 매기가 뉴질랜드에 살 때 다닌 초등학교의 교사이다. 가난하지만 부모님의 사랑을 받고 자라서 자존감이 있는 클레어리 네 아이들을 이유없이 괴롭힌다. 교사로서의 인격은 불량하다.

## 영화 가시나무새의 등장배우
- 리처드 체임벌린: 랠프 드 브리카사르트(Ralph de Bricassart)
- 레이철 워드:매기 클레어리(Meggie Cleary)
- 바버라 스탠윅: 메리 카슨(Mary Carson)
- 크리스토퍼 플러머:로마 가톨릭 대주교인 비토리오 콘티니 베르케세(Vittorio Contini-Verchese)
- 진 시먼스:피오나 클레어리(Fiona Cleary, 매기 어머니)
- 리처드 킬리:패디 클레어리(Paddy Cleary, 매기 아버지)
- 켄 하워드:라이너 하르타임(Rainer Hartheim)
- 파이퍼 로리:앤 뮐러(Anne Mueller)
- 얼 홀리먼:루디 뮐러(Luddie Mueller)
- 메어 위닝햄(Mare Winningham):저스틴 오닐(Justine O'Neill)
- 브라이언 브라운:루크오닐(Luke O'Neill)
- 필립 앵글림(Philip Anglim):데인 오닐(Dane O'Neill)
- 존 프리드리히(John Friedrich):프랭크 클레어리(Frank Cleary)
- 스티븐 W.번스(Stephen W. Burns):잭 클레어리(Jack Cleary)
- 브렛 컬런: 밥 클레어리(Bob Cleary)
- 드와이어 브라운(Dwier Brown):스튜어트 클레어리(Stuart Cleary)
- 시드니 페니(Sydney Penny):어린 매기 클레어리(Meggie Cleary)
- 앨린 앤 매클레리(Allyn Ann McLerie):가정부 스미스 아줌마(Mrs. Smith)
- 리처드 밴처(Richard Venture): 해리 거우 변호사(Harry Gough)
- 스테퍼니 패러시(Stephanie Faracy):주디(Judy)
- 배리 코빈:피트(Pete)
- 앤트와넷 바워(Antoinette Bower): 세라 매퀸(Sarah MacQueen)
- 존 드 랜시:앨래스테어 매퀸(Alastair MacQueen)
- 빌 모리(Bill Morey): 앵거스 매퀸(Angus MacQueen)
- 비달 피터슨(Vidal Peterson) :어린 스튜어트(Young Stuart)
- 홀리 팰런스(Holly Palance):가정부 카마이클(Miss Carmichael)
- 차드 헤이워드(Chard Hayward):안 스웬슨(Arne Swenson)
- 랜스 하워드(Rance Howard):독 윌슨(Doc Wilson)
- 루신다 둘링(Lucinda Dooling):마사(Martha)
- 아스파 나카풀루(Aspa Nakapoulou):파드레(Phaedre)
- 멕 와일리(Meg Wyllie):애니(Annie)
- 월리 돌턴(Wally Dalton):페어 바커(Fair Barker)
- 낸 마틴(Nan Martin):로마 가톨릭 수녀인 애거사(Sister Agatha)

## 한국판 성우진(KBS)
- 배한성 - 랠프 브리카싸(리처드 체임벌린)
- 장유진 - 매기 클리어리(레이철 워드)
- 박민아 - 피오나 클리어리(진 시먼스)
- 이정구 - 루크 오닐(브라이언 브라운)
- 최흘 - 주교(크리스토퍼 플러머)

## 출판
영문판은 1977년 4월에 양장본으로 하퍼 콜린스 출판사(HarperCollins)에서 만들었으며, 한국어판은 1984년 을지문화사에서 번역/출판했다. 이후 문학사상사에서 번역가이자 소설가인 안정효씨 번역으로 2권으로 출간했으며, 혜원문화사에서 임금선 씨 번역으로 출간한 번역본도 있다.

## 드라마화
1983년 TV David L. Wolper에 의해 미니시리즈 드라마로 제작되어 미국에서 높은 시청률을 기록하였다

## 영향
소설이 출판된 후 로마가톨릭에서 성직자를 부정적으로 묘사했다는 반발이 있었다.